# Koeleria aschersoniana
Koeleria aschersoniana là một loài thực vật có hoa trong họ Hòa thảo. Loài này được Domin mô tả khoa học đầu tiên.